# ХК Јокерит
ХК Јокерит (фин. Jokerit) је фински хокејашки клуб из Хелсинкија. Клуб се такмичи у финској СМ лиги. Од 2014. би требало да почне да се такмичи у Континенталној хокејашкој лиги.
Утакмице као домаћин игра у Хартвал арени капацитета 13.349 места.

## Историја
Хокејашки клуб Јокерит је основан 1967. године. Шест пута је био првак Финске, а два пута, у сезони 1995 и 1996 је освајао Лигу шампиона. Године 2003 су освојили и Континентални куп.
У јуну 2013. руски бизнисмен Генадиј Тимченко заједно са Аркадијем и Борисом Ротенбергом је купио део акција клуба. Резултат тога је да ће се клуб од сезоне 2014/15 такмичити у руској Континенталној хокејашкој лиги, најјачем европском такмичењу.

## Дворана
Хартвал арена се налази у Хелсинкију и отворена је 19. априла 1997. године. Капацитет дворане је 13. 349 места. Дворану још називају и Хелсиншки ледени драгуљ.
У дворани су играни НХЛ мечеви као и Светска првенства. Џокерит је у овој дворани играо пријатељски мечу против НХЛ клуба Анахајм дакса. Меч је одигран 4. октобра 2011, а тријумфовали су гости са 4:3 након продужетака.

## Успеси
- Хокејашка лига Финске:
  - Победник (6) :1973, 1992, 1994, 1996, 1997, 2002

- Лигу шампиона:
  - Победник (2) :1995, 1996

- Континентални куп:
  - Победник (1) :2003